# Лопушне Пажіте
Лопушне Пажіте (словац. Lopušné Pažite) — село, громада округу Кисуцьке Нове Место, Жилінський край. Кадастрова площа громади — 4,27 км². Протікає Вадічовський потік.
Населення 454 особи (станом на 31 грудня 2018 року).

## Історія
Лопушне Пажіте згадується 1598 року.

## Населення
| Рік:            | 1994. | 2004.   | 2014.   | 2024.   |
| --------------- | ----- | ------- | ------- | ------- |
| Кількість осіб: | 438   | 452     | 468     | 436     |
| Різниця:        |       | +3,19 % | +3,53 % | -6,83 % |

| Рік:            | 2023. | 2024.   |
| --------------- | ----- | ------- |
| Кількість осіб: | 439   | 436     |
| Різниця:        |       | -0,68 % |